# Lądowisko Włodawa
Lądowisko Włodawa – lądowisko sanitarne we Włodawie, w województwie lubelskim, położone przy Al. J. Piłsudskiego 64. Przeznaczone jest do wykonywania startów i lądowań śmigłowców sanitarnych i ratowniczych w dzień i w nocy o dopuszczalnej masie startowej do 5700 kg.
Zarządzającym lądowiskiem jest Samodzielny Publiczny Zespół Opieki Zdrowotnej we Włodawie. W roku 2011 zostało wpisane do ewidencji lądowisk Urzędu Lotnictwa Cywilnego pod numerem 82